# Fuat Sirmen

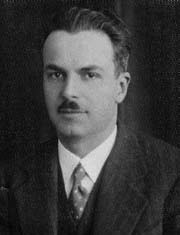
Fuat Sirmen

Fuat Sirmen (* 1899 in İstanbul; † 17. Mai 1981 ebenda) war ein türkischer Politiker und Jurist und Präsident der Großen Nationalversammlung der Türkei.

## Leben
Sirmen studierte an der Universität Istanbul und erhielt den Doktorgrad in Rechtswissenschaft. Er war in der V. Legislaturperiode des türkischen Parlaments Abgeordneter der Provinz Erzurum. In der VI., VII., VIII. und der XII. Legislaturperiode war er Abgeordneter der Provinz Rize. Sein letztes Mandat fiel in die XIII. Legislaturperiode (für die Provinz İstanbul). Sirmen war Wirtschafts- und Justizminister.